# Студио 54
Студио 54 (енгл. Studio 54) је био један од најпознатијих ноћних клубова на свијету. Клуб се налази у 254 West 54th Street у Менхетну, Њујорк, САД.
Отворен је у марту 1986, а затворен 26. априла 1997.